# Grégory Lemarchal
Grégory Jean-Paul Lemarchal (13. května 1983, La Tronche, Francie – 30. dubna 2007, Paříž) byl francouzský zpěvák, který se zviditelnil v roce 2004 vítězstvím ve čtvrté sérii reality show Star Academy France, vysílané francouzskou televizí TF1.
V roce 2007 podlehl cystické fibróze.

## Diskografie

### Alba
| Rok  | Název             | Chart | Chart | Chart | Ocenění (FR) | Tržby (FR) |
| Rok  | Název             | FR]   | BEL   | SWI   | Ocenění (FR) | Tržby (FR) |
| ---- | ----------------- | ----- | ----- | ----- | ------------ | ---------- |
| 2005 | Je deviens moi    | 1     | 2     | 20    | 2 x zlato    | 433 000    |
| 2006 | Olympia 06        | 4     | 9     | 42    | —            | 110 000    |
| 2007 | La Voix d'un ange | 1     | 1     | 6     | —            | 1 000 000  |
| 2007 | Les Pas d'un ange | 14    | 6     | —     | —            | ?          |
| 2009 | Rêves             | 1     | 5     | 49    | 2 x platina  | 200 000    |

### Single
| Rok  | Název                         | Chart | Chart | Chart | Ocenění (FR) |
| Rok  | Název                         | FR    | BEL   | SWI   | Ocenění (FR) |
| ---- | ----------------------------- | ----- | ----- | ----- | ------------ |
| 2005 | Écris l'histoire              | 2     | 2     | 18    | platina      |
| 2005 | Je suis en vie                | 17    | 12    | 40    | —            |
| 2005 | À Corps perdu                 | —     | 14    | —     | —            |
| 2006 | Même si (What You're Made of) | 2     | 11    | 26    | —            |
| 2006 | Le Feu sur les planches       | —     | —     | —     | —            |
| 2007 | SOS d'un terrien en détresse  | —     | —     | 28    | —            |
| 2007 | De temps en temps             | 1     | 1     | 10    | —            |
| 2007 | Le Lien                       | —     | 23    | —     | —            |
| 2008 | Restons amis                  | 9     | 29    | —     | —            |

### DVD
| Rok  | Název      | Chart | Chart | Chart | Ocenění (FR) | Tržby (FR) |
| Rok  | Název      | FR    | BEL   | SWI   | Ocenění (FR) | Tržby (FR) |
| ---- | ---------- | ----- | ----- | ----- | ------------ | ---------- |
| 2006 | Olympia 06 | 1     | —     | —     | —            | 110 000    |